# عكرمة بن أبي جهل
عكرمة بن عمرو أو عكرمة بن أبي جهل هو عكرمة بن عمرو المخزومي القرشي المكنى بأبي عثمان. صحابي وفارس من فرسان قريش وأحد فرسان مكة.

## نسبه
- هو: عكرمة بن عمرو بن هشام بن المغيرة بن عبد الله بن عمر بن مخزوم بن يقظة بن مرة بن كعب بن لؤي بن غالب بن فهر بن مالك بن النضر بن كنانة بن خزيمة بن مدركة بن إلياس بن مضر بن نزار بن معد بن عدنان.[1][2]
- أمه: أم مجالد بنت يربوع من بني هلال بن عامر بن صعصعة بن معاوية بن بكر بن هوازن بن منصور بن خصفة بن قيس عيلان بن مضر.[3][4]
- زوجته: أم حكيم بنت الحارث بن هشام بن المغيرة المخزومية بنت أخ عمرو بن هشام وأمها فاطمة بنت الوليد وخالها هو سيف الله المسلول خالد بن الوليد.

أولاده : منهم عمر بن عكرمة ، قتل باليرموك، ويقال بأجنادين 

## أوصافه وصفاته
كان عكرمة طويل القامة، مفتول العضلات، عريض المنكبين، حاد الملامح، حنطي البشرة، غزير الشعر، جهوري الصوت، شديد الشبه بأبيه عمرو بن هشام بن المغيرة (أبو جهل)، وكان لين العريكة، حليماً، حكيماً 

## نشأته
نشأ عكرمة في مكة في جو مترف محفوف بالنعيم، في قصر المغيرة، وتعلم القراءة والكتابة والأنساب على يد أفضل المعلمين في تهامة، وكغيره من أبناء العرب، تعلم الفروسية وأبدى نبوغًا ومهارة في المبارزة وفنون القتال، وبرز بين أقرانه ببراعته في رمي الرمح وتصويب السهام، كما عُرف بالشجاعة وخفة الحركة في الكرّ والفرّ.

### غزوة بدر
شارك عكرمة في معركة بدر تحت قيادة والده أبي الحكم (المشهور بـ «أبي جهل») عمرو بن هشام، مع كفار قريش، ورأى عكرمة في المعركة عبد الله بن مسعود يرتقي على صدر أبيه ويقتله، فانسحب عكرمة من المعركة مع غيره من فرسان قريش، وعاد عكرمة إلى مكة بعد أن خلف جثة سيد قريش في بدر فقد أعجزته الهزيمة عن أن يظفر بها ليدفنها في مكة وأرغمه الفرار على تركها للمسلمين فألقوها في القليب (بئر ألقيت فيها جثث المشركين من قتلى بدر) مع العشرات من قتلى المشركين وأهالوا عليها الرمال.

### يوم أحد
خرج عكرمة بن عمرو إلى معركة أحد وأخرج معه زوجه أم حكيم لتقف مع النسوة وراء الصفوف وتضرب معهن على الدفوف تحريضاً لكفار قريش على القتال وتثبيتاً لفرسانها إذا حدثتهم أنفسهم بالفرار فكان على ميمنة فرسان قريش خالد بن الوليد وعلى ميسرتهم عكرمة بن عمرو.

### يومالخندق
في يوم الخندق حاصر المشركون المدينة أياماً طوالاً فنفد صبر عكرمة بن عمرو وضاق ذرعاً بالحصار فنظر إلى مكان ضيق من الخندق وأقحم جواده فيه فاجتازه ثم اجتازه وراءه بضعة فرسان، وتهور غير محسوب، قتل على أثرها عمرو بن ود.

### فتح مكة
وحسب رؤية المسلمين فقد وعد الله الذي وعده رسوله في القرآن الكريم: لَّقَدْ صَدَقَ اللَّهُ رَسُولَهُ الرُّؤْيَا بِالْحَقِّ ۖ، سورة الفتح: 27، فكان يوم الفتح فرأت قريش ألا قبل لها بقتال محمد وأصحابه، فأذعنت أي قررت على أن تخلي له السبيل إلى مكة لكن عكرمة ونفر معه خرجوا على الإجماع القرشي وهاجم الجيش الإسلامي بتهور فهزمهم المسلمون، ففر عكرمة إلى اليمن.

## إسلامه
أسلم عكرمة بن أبي الحكم المخزومي القرشي، حيث جاءت أم حكيم امرأة عكرمة بن أبي جهل إلى الرسولِ محمدٍ فقالت: «يا رسول الله، قد هرب عكرمة منك إلى اليمن، وخاف أن تقتله فأمِّنه»، فقال الرسول: «هو آمن»، فخرجت أم حكيم في طلبه ومعها غلام لها رومي، فراودها عن نفسها، فجعلت تمنيه حتى قدمت على حيّ من عكٍّ فاستغاثتهم عليه فأوثقوه رباطًا، وأدركت عكرمة، وقد انتهى إلى ساحل من سواحل تهامة فركب البحر، فجعل نُوتيَّ السفينة يقول له: «أخلص»، فقال: «أي شيء أقول؟»، قال: «قل لا إله إلا الله»، قال عكرمة: «ما هربت إلا من هذا»، فجاءت أم حكيم على هذا الكلام، فجعلت تلح عليه وتقول: «يا ابن عم، جئتك من عند أوصل الناس، وأبرّ الناس، وخير الناس، لا تهلك نفسك»، فوقف لها حتى أدركته فقالت: «إني قد استأمنت لك محمدًا رسول الله ﷺ»، قال: «أنت فعلت؟»، قالت: «نعم، أنا كلمته فأمنك»، فرجع معها وقال: «ما لقيتِ من غلامك الرومي؟»، فخبرته خبره فقتله عكرمة، وهو يومئذ لم يسلم، فلما دنا من مكة وجعل عكرمة يطلب امرأته يجامعها، فتأبى عليه، وتقول: «إنك كافر وأنا مسلمة»، فيقول: «إن أمرًا منعك مني لأمر كبير»، فلما رأى الرسولُ عكرمةَ وثب إليه -وما على النبي ﷺ رداء- فرحاً بعكرمة، ثم جلس الرسولُ فوقف بين يديه، وزوجته متنقبة، فقال: «يا محمد، إن هذه أخبرتني أنك أمنتني»، فقال الرسول محمد: «صدقت، فأنت آمن»، فقال عكرمة: «فإلامَ تدعو يا محمد؟»، قال: «أدعوك إلى أن تشهد أن لا إله إلا الله وأني رسول الله، وأن تقيم الصلاة وتؤتي الزكاة، وتفعل وتفعل» حتى عد خصال الإسلام، فقال عكرمة: «والله ما دعوت إلا إلى الحق وأمر حسن جميل، قد كنت والله فينا قبل أن تدعو إلى ما دعوت إليه وأنت أصدقنا حديثاً وأبرنا براً»، ثم قال عكرمة: «فإني أشهد أن لا إله إلا الله، وأشهد أن محمدًا عبده ورسوله»، فسُرَّ بذلك الرسولُ، ثم قال: «يا رسول الله، علمني خير شيء أقوله»، قال: «تقول: أشهد أن لا إله إلا الله وأن محمدًا عبده ورسوله»، قال عكرمة: «ثم ماذا؟»، قال رسول الله ﷺ: «تقول: أشهد الله وأُشهد من حضر أني مسلم مهاجر ومجاهد»، فقال عكرمة ذلك، فقال رسول الله: «لا تسألني اليوم شيئاً أعطيه أحدًا إلا أعطيتكه»، فقال عكرمة: «فإني أسألك أن تستغفر لي كل عداوة عاديتكها، أو مسير وضعت فيه، أو مقام لقيتك فيه، أو كلام قلته في وجهك أو وأنت غائب عنه»، فقال الرسول: «اللهم اغفر له كل عداوة عادانيها، وكل مسير سار فيه إلى موضع يريد بذلك المسير إطفاء نورك، فاغفر له ما نال مني من عرض، في وجهي أو وأنا غائب عنه»، فقال عكرمة: «رضيت يا رسول الله، لا أدع نفقة كنت أنفقها في صدّ عن سبيل الإسلام إلا أنفقت ضعفها في سبيل الله، ولا قتالاً كنت أقاتل في صدّ عن سبيل الله إلا أبليت ضعفه في سبيل الله»، ثم اجتهد في القتال حتى قُتل في سبيل الله. وبعد أن أسلم ردَّ الرسولُ امرأته له بذلك النكاح الأول.

## جهاده
في عهد أبي بكر
يروي المؤرخون المسلمون أنه بعد وفاة رسول الله قاتل عكرمة المرتدين واستعمله أبو بكر على جيش وسيره إلى أهل عمان وكانوا قد امتنعوا عن دفع الزكاة وظهر عليهم عكرمة، ثم وجهه أبو بكر أيضاً إلى اليمن فلما فرغ من قتال أهل الردة سار إلى الشام مجاهداً أيام أبي بكر مع جيوش المسلمين، فلما عسكروا بالجرف على ميلين من المدينة واستقبله أبو بكر وسلم عليه وعرض عليه المعونة فقال لاحاجة لي فيها فدعا له بخير وسار إلى الشام.

### معركة اليرموك
في يوم اليرموك أقبل عكرمة على القتال إقبال الظامئ على الماء البارد في اليوم القائظ شديد الحر، ولما اشتد الكرب على المسلمين في أحد المواقف نزل من على جواده وكسر غمد سيفه وأوغل في صفوف الروم فبادر إليه خالد بن الوليد فقال له “لاتفعل يا بن العم فإن قتلك سيكون على المسلمين شديد”، فما كان من عكرمة إلا ان قال “تنحى عنى يا خالد جاهدت بنفسى ضد رسول الله! أفأستبقيها الآن عن الله ورسوله!” ثم نادى في المسلمين من يبايع على الموت؟ فبايعه عمه الحارث بن هشام بن المغيرة وضرار بن الأزور في أربعمائة من المسلمين، فقاتلوا دون فسطاط خالد (أي مكان قيادة الجيش) أشد القتال وذادوا عنه أكرم الذود حتى أثخنوا جميعاً جراحاً، واستشهدوا.

## وفاته
«عن حبيب بن أبي ثابت أن الحارث بن هشام وعكرمة بن أبي جهل وعياش بن أبي ربيعة أثبتوا يوم اليرموك فدعا الحارث بشراب فنظر إليه عكرمة فقال: ادفعوه إلى عكرمة فدفع إليه فنظر إليه عياش بن أبي ربيعة فقال عكرمة: ادفعوه إلى عياش فما وصل إلى أحد منهم حتى ماتوا جميعا وما ذاقوه.»
ولقد وجدوا فيه بضعاً وسبعين، من بين ضربة وطعنة ورمية. وقد برّ عكرمة بما قطعه للرسول من عهد، فما خاض المسلمون معركة بعد إسلامه، إلا وخاضها معهم، ولا خرجوا في بعث إلا كان في طليعتهم.

## مقام عكرمة
يقع في محافظة عجلون ( بالأردن حاليا ) بالقرب من مثلث دير الصمادية، وهو عبارة عن كومة من الحجارة، يذكر السكان أن عكرمة بن أبي جهل قد دفن فيها.

## عكرمة بن أبي جهل في السينما والتلفزيون
- 1972: في فيلم الشيماء عن قصة حياة الشيماء من بطولة الممثلة المصرية سميرة أحمد وقام بتجسيد الدور الممثل العراقي كنعان وصفي.
- 1976: في فيلم الرسالة من إخراج السوري مصطفى العقاد وقام بتجسيد الدور الممثل المغربي عبد الله العمراني.
- 1980: في مسلسل الكعبة المشرفة وقام بتجسيد الدور الممثل المصري يوسف شعبان.
- 1993 : في مسلسل الوعد الحق وقام بتجسيد الدور الممثل المصري أحمد ماهر.
- 2006 : في مسلسل خالد بن الوليد الجزء الأول من إخراج الأردني محمد عزيزية ظهرت شخصية عكرمة بن أبي جهل بشكل كامل وقام بتجسيد الدور الممثل الكويتي فهد العبد المحسن.
- 2007 : في مسلسل خالد بن الوليد الجزء الثاني من إخراج السوري غسان عبد الله جسد الدور نفس الممثل ولم يظهر دوره إلا في حلقتين.
- 2009 : في مسلسل صدق وعده من إخراج الأردني محمد عزيزية وقام بتجسيد الدور الممثل السوري عامر علي
- 2012 : في مسلسل عمر من إخراج السوري حاتم علي وقام بتجسيد الدور الممثل المغربي هشام بهلول.